# Louis Éconches Feuillée

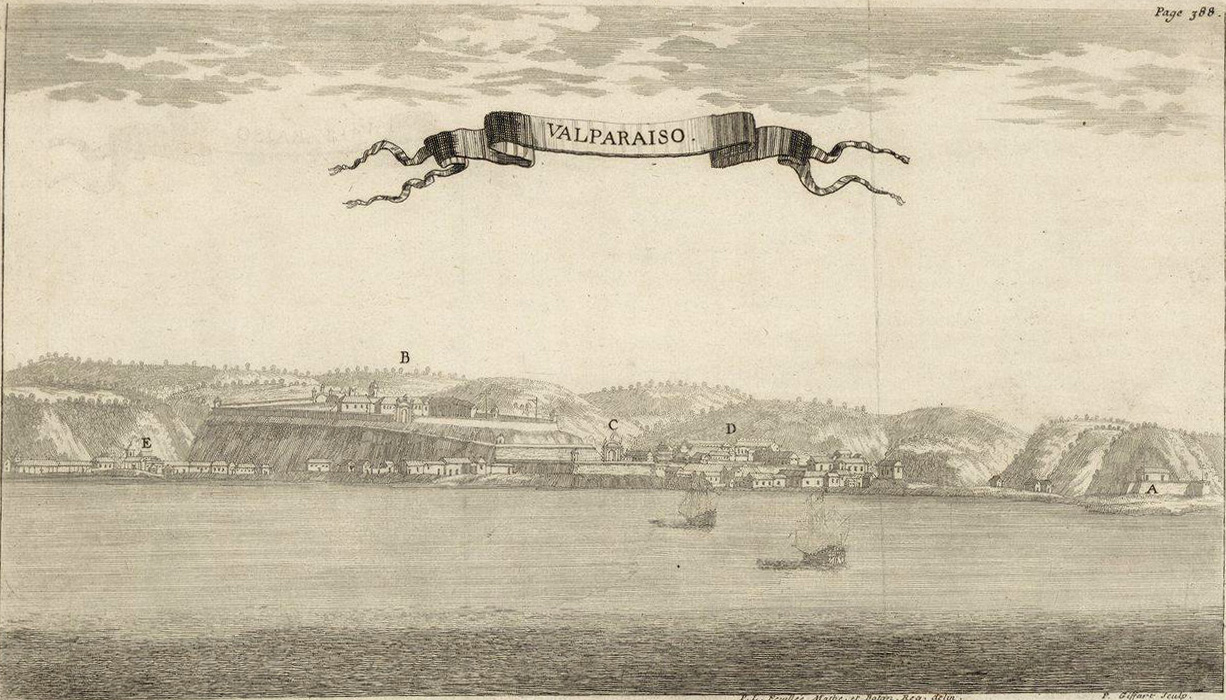
Vista de Valparaíso (Chile) em 1709, desenhada por Louis Feuillée.

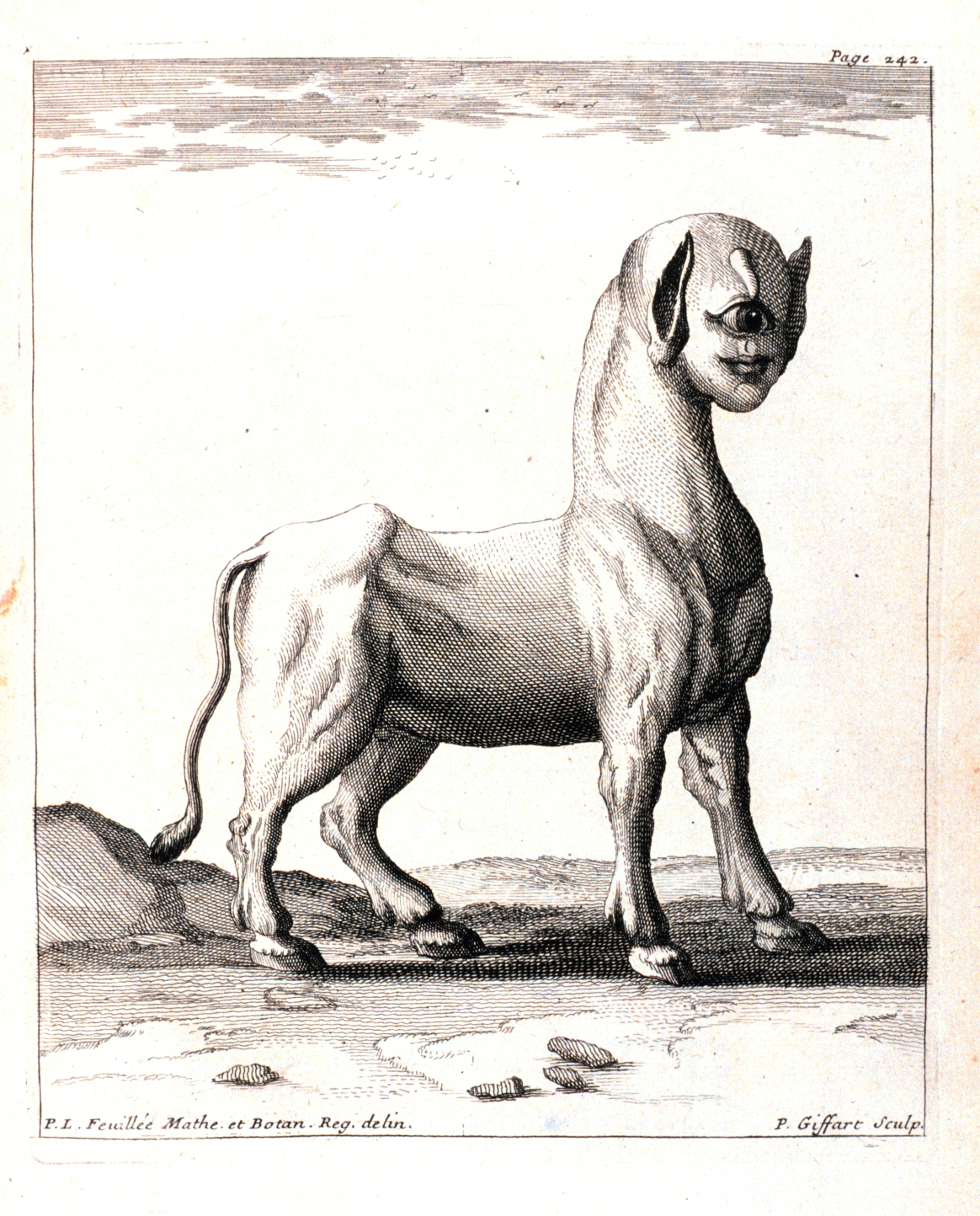
O monstro de Feuillée.

Louis Éconches Feuillée (Mane, Forcalquier (Provença), 15 de agosto de 1660 — Marseille, 18 de abril de 1732), com o apelido por vezes escrito Feuillet, foi um sacerdote da Ordem dos Mínimos que se distinguiu como explorador, geógrafo, botânico e astrónomo, especialmente em resultado das suas viagens de exploração às Antilhas e à América do Sul. Foi também um distinto fitologista, investigando os usos económicos e em medicina tradicional de diversas espécies de plantas sul-americanas e das Caraíbas.

## Biografia
Nasceu em Mane, próximo da comuna de Forcalquier nos Alpes da Alta Provença. Iniciou a sua formação em Mane, no convento da ordem religiosa dos Padres Mínimos e, posteriormente, a pedido de Toussaint de Forbin-Janson, o bispo da diocese de Digne, estudou geografia e história natural no colégio daquela ordem em Avignon, onde teve como professores Jean-Mathieu de Chazelles (1657–1710), que lhe ensinou astronomia e cartografia, e Charles Plumier, que lhe ensinou botânica e cujos ensinamentos lhe foram de extrema utilidade pois havia descrito mais de 6 000 espécies de plantas em resultado de uma viagem de exploração que realizara às Caraíbas.
Em março de 1680 fez a profissão religiosa em Avignon, ingressando na Ordem dos Mínimos. Dedicou-se ao estudo da astronomia e da botânica, matérias que ensinava no seu convento, o que lhe mereceu reputação de bom astrónomo. O seu labor científico mereceu a atenção dos membros da Academia Francesa das Ciências, que recomendaram a sua inclusão numa expedição que estava a ser preparada para reconhecer alguns portos do Levante. Quando em 1699 essa expedição foi organizada, foi nela integrado, por ordem de Luís XIV da França. A expedição foi liderada por Giovanni Domenico Cassini devendo percorrer o leste do Mediterrâneo para determinar a posição exata de alguns dos portos e cidades das costas do leste do Mediterrâneo.
Após o sucesso desta primeira expedição, ele foi enviado para um empreendimento semelhante, desta feita com destino às Antilhas, região cuja flora conhecia do Herbário do seu antigo professor Charles Plumier. Saiu de Marselha a 5 de fevereiro de 1703 e chegou à Martinica a 11 de abril daquele ano. Contudo, somente em setembro do ano seguinte, devido a uma doença grave, pôde empreender a exploração da Martinica e da Venezuela, mapeando as respetivas costas e realizando investigação no campo botânico. Com esse objetivo, nos anos de 1704 a 1706 realizou múltiplas viagens de exploração nas Antilhas e na costa norte da América do Sul, com recolha de numerosos espécimes. Durante as suas jornadas pelas Antilhas, localizou novas espécies da flora local e esboçou a cartografia da Martinica e explorou boa parte da costa venezuelana. Em 1706 retornou à França, onde o seu trabalho recebeu grande reconhecimento.
Regressado a França e elaborado o relatório da viagem às Caraíbas, começou de imediato a planear uma nova e mais extensa viagem, desta feita destinada a explorar a costa oeste da América do Sul, ao tempo uma região pouco conhecida nos meios intelectuais e políticos franceses. A sua reputação de cientista levou a que recebesse o título de «matemático real», concedido por Luís XIV, e obtivesse o consentimento real para a expedição que planeava.
As expedições de Feuillée às colónias espanholas de América Central e do Sul integram-se num largo conjunto de viagens de exploração realizadas nesse período por cientistas franceses àquela região. Aqueles cientistas eram, ao mesmo tempo, «conselheiros científicos» não oficiais e espiões, permitindo à Corte francesa obter informações sobre uma região que tinha importância económica crescente e onde Espanha obtinha boa parte dos seus recursos. Entre 1735 e 1744, investigadores como Louis Godin (1704-1760), Charles Marie de La Condamine (1701-1774), Amédée-François Frézier (1682-1773) e Pierre Bouguer (1698-1758) realizaram expedições similares.
Portador de cartas de recomendação emanadas do ministério real, partiu de Marselha a 14 de dezembro de 1707, tendo como objetivo navegar em torno da América do Sul para explorar as regiões costeiras da Argentina, Chile e Peru. Após uma viagem complicada por condições climáticas adversas, alcançou a Argentina e contornou o Cabo Horn no final de 1708. Chegou a 20 de janeiro de 1708 à cidade de Concepción, no Chile. Permaneceu naquela cidade durante cerca de um mês, conduzindo pesquisas astronómicas, botânicas e zoológicas, e em fevereiro daquele mesmo ano partiu para Valparaíso. De seguida viajou pelas costas do Peru, regressando ao Chile e daí partindo para França em agosto de 1711.
Iniciou no ano imediato a publicação das suas observações científicas nos campos astronómico, cartográfico e botânico, mas incluindo no seu relato também curiosidades várias. A sua obra, intitulada Journal des observations physiques, mathématiques et botaniques, faites par l'ordre du Roy sur les Côtes Orientales de l'Amérique Méridionale, & dans les Indes Occidentales, apareceu a público nos nos anos 1714-1725 e teve grande aceitação. Composta por três volumes, contém um inventário completo das suas observações.
Publicou os resultados de suas viagens após seu retorno à França, com as obras a surgirem ao público a partir de 1714. Em sinal de reconhecimento pelos serviços prestados, Luís XIV concedeu-lhe uma pensão e um estipêndio que lhe permitiu construir um pequeno observatório astronómico anexo ao Convento dos Mínimos de Saint-Michel, nos arredores de Marselha.
Para além de ter desenhado um mapa da América do Sul que possibilitou localizar com precisão os contornos das costas do Pacífico e do Atlântico do subcontinente sul-americano, em resultado das suas viagens às Caraíbas e à América do Sul, descreveu e mapeou as ilhas de Trinidad e Tobago, o Rio de la Plata, as ilhas Malvinas, a baía de Coquimbo, Arica, Lima, as rotas de Callao e a cidade de Pisco. Também desenhou numerosas paisagens da América do Sul.
Em 1724, fez sua última expedição, indo até às Ilhas Canárias para a tentar a determinação precisa do meridiano da ilha El Hierro. Esta última viagem de exploração levou Feuillée ao oeste das ilhas Canárias e permitiu-lhe determinar com precisão o meridiano onde se situa o extremo ocidental de El Hierro, ao tempo ainda utilizado como meridiano de referências em muitas cartas náuticas.
Para além da descrição geográfica das costas visitadas e do seu primoroso trabalho de fitologia, com a descrição de numerosas espécies com interesse económico como plantas alimentares e de várias plantas medicinais, também deixou valiosas contribuições nos campos da oceanografia e da astronomia, entre as quais a descoberta na Via Láctea austral três nebulosas obscuras.
Em matéria de oceanografia, usando um densímetro de sua invenção, Feuillée mostrou que o Mediterrâneo é mais salgado que o Atlântico, e que a água doce do Rio Amazonas penetra profundamente no Atlântico, estendendo-se até muitas centenas de quilómetros da foz. Um século antes de Alexander von Humboldt (1769-1859), Feuillée descobriu a existência de uma grande corrente marinha circular que localizou nas costas chilena e peruana, hoje chamada corrente de Humboldt. Da mesma forma, observou a inversão das estações do ano ao sul e ao norte do equador.
Em matéria de botânica, Feuillée estudou a fuchsia, a capuchina, a oxalis, a alstroemeria, a papaia, a anona e várias espécies de Solanum. Também no volume I da sua obra Journal des observations physiques, mathématiques, et botaniques evocou os morangos de Penco, no Chile (a espécie Fragaria chiloensis), que no seu dizer quando em maturação «servem de sobremesa e têm um sabor maravilhoso, com um tamanho igual ao das nossas maiores nozes; a sua cor é branco pálido, mas os preparamos da mesma forma que fazemos na Europa e embora não tenham a cor ou o sabor dos nossos, são excelentes». Apesar dessa descrição, Feuillée não incluiu nenhum morangueiro na coleção de espécimes botânicos que trouxe para França.
Também descreve várias curiosidades, entre as quais um «monstro», na realidade um feto com graves malformações, nascido de uma ovelha. O exemplar foi por ele encontrado em Buenos Aires e nas suas palavras apresentava semelhanças com uma criança, um cavalo e uma ovelha, «surpreendendo os mais cautelosos».
Quatro meses após o retorno de Feuillée, Luís XIV enviou o engenheiro-militar Amédée-François Frézier à América do Sul numa missão de inspeção das fortificações espanholas. Este para além de elaborar um cuidado relatório da situação de defesa das colónias espanholas, incluindo considerações de poliorcética sobre as fortalezas de defesa costeira e verificou as coordenadas geográficas dos principais portos do Chile e Peru. Frézier também se interessou pelo morango-branco-chileno (Fragaria chiloensis) e foi realmente o primeiro a trazer plantas dessa espécie para a Europa. Discordou de Feuillée quanto às suas medidas de latitudes e longitudes da costa sul-americana e dos principais portos do Chile e do Peru, apontando inúmeros erros à obra de Feuillée, o que criou um clima de dura polémica entre os dois exploradores.

## Homenagens
Desde 1699 foi um membro da Académie des sciences.<x ref>«Verzeichnis der Mitglieder seit 1666: Buchstabe F» (em francês). Académie des sciences. Consultado em 12 de novembro de 2019</ref>
Carl von Linné usou o nome de Feuillée como epónimo para o nome genérico Fevillea, um género da família das Cucurbitaceae.
A cratera de impacto lunar Feuillée tem o seu nome, homenagem que lhe foi prestada pela União Astronómica Internacional em 1935.
O seu nome foi utilizado como epónimo nas seguintes homenagens:
- Toponímia:
  -     - Cratera Feuillée na Luna
- Botânica
  -     - Géneros:
      - (Cucurbitaceae) Fevillea (o Feuillea) L.[9]
      - (Fabaceae) Feuilleea Kuntze[10]

    - Espécies:
      - (Brassicaceae) Crambe feuilleei A.Santos ex Prina & Mart.-Laborde[11]
      - (Fabaceae) Feuilleea feuilleei Kuntze[12]
      - (Fabaceae) Inga feuilleei DC.

## Publicações
Entre muitas outras, Feuillée é autor das seguintes obras:
- Journal des observations physiques, mathématiques et botaniques, faites par l'ordre du Roy sur les Côtes Orientales de l'Amérique Méridionale, & dans les Indes Occidentales, depuis l'année 1707. jusques en 1712. Paris, 1714. (2 volumes).
- Journal des observations physiques, mathématiques et botaniques, faites par l'ordre du Roi sur les Côtes Orientales de l'Amérique Méridionale, & aux Indes Occidentales. Et dans un autre voyage fait par le même ordre à la Nouvelle Espagne, & aux Isles de l'Amérique. Paris, 1725.

## Galeria
| Algumas plantas alimentares descritas e desenhadas por Feuilée: |  |  |  |  |
|                                                                 |  |  |  |  |

| Algumas plantas medicinais descritas e desenhadas por Feuilée: |  |  |  |  |
|                                                                |  |  |  |  |

| Algumas plantas comuns descritas e desenhadas por Feuilée: |  |  |  |  |
|                                                            |  |  |  |  |

## Abreviatura (zoologia)
A abreviatura Feuillée  emprega-se para indicar a Louis Éconches Feuillée como autoridade na descrição e taxonomia em zoologia.